# Радецкая, Надежда Фёдоровна
Надежда Фёдоровна Радецкая (1870—1891) — благотворительница и сестра милосердия Российской империи, известная своей филантропической деятельностью в Сибири.

## Биография
Надежда Радецкая родилась в 1870 году в семье выдающегося русского полководца генерала Фёдора Фёдоровича Радецкого из рода Радецких и его первой жены Ларисы Николаевны (урождённой Ивановой), с которой он позднее развелся и женился на Серафиме Петровне, дочери генерал-майора Петра Семёновича Лебедева.

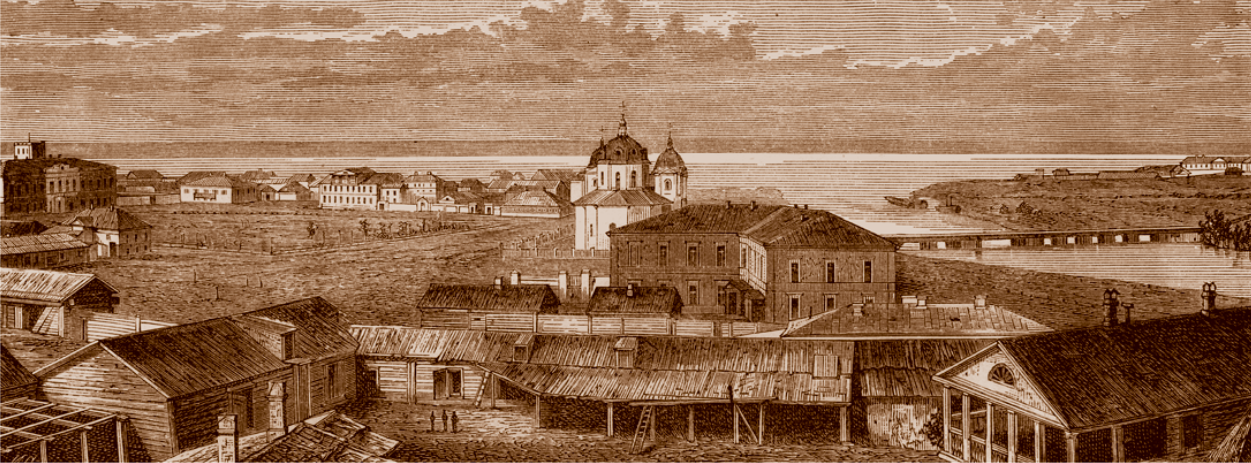
Омск в конце XIX века

После смерти отца (1890) Радецкая поселилась в Сибири, вся отдавшись благотворительной деятельности. Видя, в каких ужасных условиях находятся переселенцы-крестьяне, она всячески старалась облегчить их тяжелое положение. С этою целью она устраивала в Омске ночлежные дома, приюты, больницы, столовые и всё, что только могло быть полезно страждущему люду. 
Не щадя ни своего здоровья, ни даже своей жизни, рискуя заразиться, Надежда Фёдоровна Радецкая не только оказывала материальную помощь нуждающимся, но нередко сама, в качестве сестры милосердия, ухаживала за больными брюшным, пятнистым или голодным тифом. Такое самоотвержение стоило ей жизни: в начале декабря 1891 года она заразилась в Омске пятнистым тифом и через несколько дней (9 декабря по старому стилю) скончалась. 
В Русском биографическом словаре Половцева в статье о ней были написаны следующие строки:

«Смерть ее, похитившая ее совсем еще в молодых годах и в то время, когда деятельность ее была наиболее необходима, ввиду бывшего в то время голода и эпидемии тифа, вселила в сердца всех, знавших ее, искреннюю и глубокую скорбь.»